# Vorupør Kirke
Vorupør Kirke blev bygget i 1902 da den gamle kirke var blevet for lille til den hastigt voksende menighed i fiskerlejet. Kirken er en ligearmet korskirke bygget i røde mursten. Flere genstande i kirken stammer fra den tidligere kirke, dette gælder f.eks. altertavlen, kirkeskibet og lysekronerne. Kirken er tegnet af arkitekt Claudius August Wiinholt.

## Eksterne kilder og henvisninger
- Vorupør Kirke på KortTilKirken.dk

 Der er for få eller ingen kildehenvisninger i denne artikel, hvilket er et problem. Du kan hjælpe ved at angive troværdige kilder til de påstande, som fremføres i artiklen.